# Michele Fanoli
Michele Fanoli (Cittadella, 9 luglio 1807 – Milano, 19 settembre 1876) è stato un incisore e pittore italiano, principalmente di soggetti religiosi e ritratti in stile neoclassico.

## Biografia

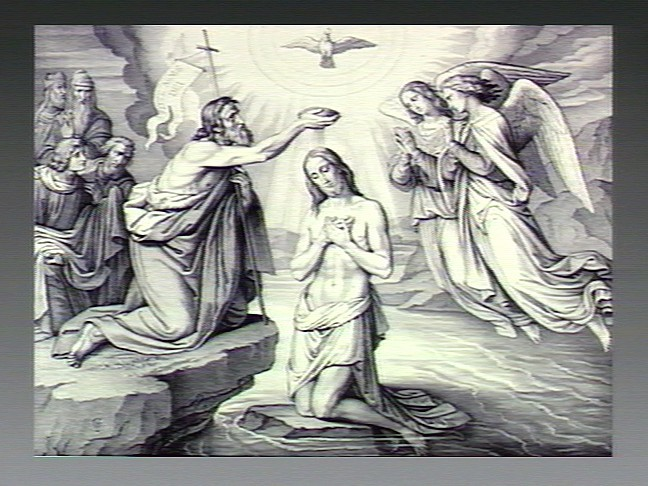
Il battesimo di Cristo. Litografia di Michiele Fanoli, 1849

Michele Fanoli nacque a Cittadella, in provincia di Padova, studiò con Leopoldo Cicognara all'Accademia di Belle Arti di Modena e all'Accademia di Belle Arti di Venezia su indicazione di Cicognara. Successivamente si recò a Parigi dove imparò l'arte della litografia.
In Francia realizzò riproduzioni litografiche di importanti opere tra cui Deposizione (1848), Les Willis (1848), Matrimonio a Cana (1849), Orfeo (1854), Ultima Cena (1855) e Immacolata Concezione (1855), stampata da Lemercier a Parigi. Tornato in Italia nel 1860, fu nominato direttore della Scuola di Litografia dell'Accademia di Brera.
Fanoli realizzò un dipinto ampiamente diffuso da una scena del romanzo I promessi sposi. Incise anche un fantasioso inventario delle opere scultoree di Antonio Canova (1840) e fu amico per tutta la vita di Luigi Carrer.
Dipinse due opere a Cittadella: La riconoscenza, esposta nel Municipio, e una pala d'altare (la beata Veronica Giuliani riceve le stimmate circondata da Santi) per la chiesa principale del paese. A Parigi fu nominato professore di disegno nell'Istituto degli Armeni e pubblicò manuali di disegno che divennero molto popolari.